# WTA Gstaad

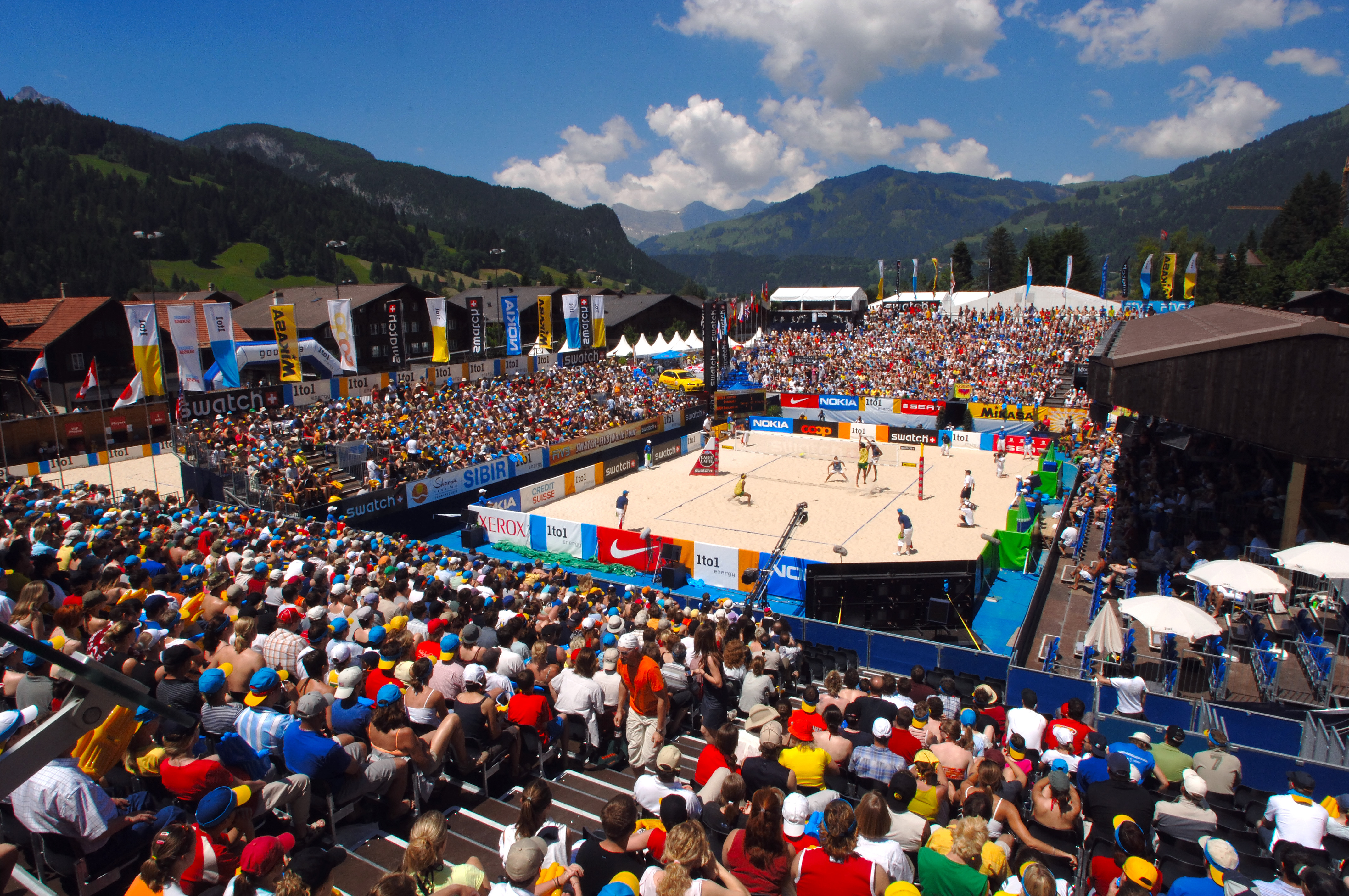
Roy Emerson Arena (2005)

Das WTA Gstaad (offiziell: Ladies Championship Gstaad) war ein Damen-Tennisturnier der WTA, das 1971 erstmals und mit einer längeren Unterbrechung von 2016 bis 2018 wieder in Gstaad in der Schweiz ausgetragen wurde. Spielort war die Roy Emerson Arena.
2019 ging die Turnierlizenz nach Lausanne.

## Siegerliste

### Einzel
| Jahr                         | Siegerin          | Finalgegnerin   | Ergebnis      |
| ---------------------------- | ----------------- | --------------- | ------------- |
| 1971                         | Françoise Dürr    | Lesley Hunt     | 6:3, 6:3      |
| 1974                         | Helga Schultze    | Lea Pericoli    | 4:6, 6:4, 6:3 |
| 1976                         | Michele Gurdal    | Gail Sherriff   | 4:6, 6:2, 6:3 |
| 1977                         | Lesley Hunt       | Helen Gourlay   | 4:6, 7:5, 6:1 |
| ↓ Kategorie: International ↓ |                   |                 |               |
| 2016                         | Viktorija Golubic | Kiki Bertens    | 4:6, 6:3, 6:4 |
| 2017                         | Kiki Bertens      | Anett Kontaveit | 6:4, 3:6, 6:1 |
| 2018                         | Alizé Cornet      | Mandy Minella   | 6:4, 7:66     |

### Doppel
| Jahr                         | Siegerinnen                          | Finalgegnerinnen                   | Ergebnis          |
| ---------------------------- | ------------------------------------ | ---------------------------------- | ----------------- |
| 1971                         | Brenda Kirk Laura Rossouw            | Françoise Dürr Lea Pericoli        | 8:6, 6:3          |
| 1974                         | Helga Schultze Lea Pericoli          | Kayoko Fukuoka Michelle Rodríguez  | 6:2, 6:0          |
| 1976                         | Betsy Nagelsen Wendy Turnbull        | Brigette Cuypers Annette van Zyl   | 6:4, 6:4          |
| 1977                         | Helen Gourlay Rayni Fox              | Mary Carillo Lesley Hunt           | 6:0, 6:4          |
| ↓ Kategorie: International ↓ |                                      |                                    |                   |
| 2016                         | Lara Arruabarrena Vecino Xenia Knoll | Annika Beck Jewgenija Rodina       | 6:1, 3:6, [10:8]  |
| 2017                         | Kiki Bertens Johanna Larsson         | Viktorija Golubic Nina Stojanović  | 7:64, 4:6, [10:7] |
| 2018                         | Alexa Guarachi Desirae Krawczyk      | Lara Arruabarrena Timea Bacsinszky | 4:6, 6:4, [10:6]  |